# オトコヨウゾメ
オトコヨウゾメ（男ようぞめ、学名: Viburnum phlebotrichum）は、ガマズミ科ガマズミ属の落葉低木。別名、コネソ。

## 名前の由来
和名のオトコヨウゾメの由来の定説はない。ガマズミ類を地方名でヨウゾメなどとよぶ地方があり、果実が赤く熟すと子供たちが食用にしていた。それに対し、本種の果実はやせていて食用にならないので、「男」の字を冠して「オトコヨウゾメ」とよばれたのではないかという説がある。別名で、「コネソ」ともよばれる。学名の種小名の  phlebotrichum は、「脈に毛のある」の意味。

## 分布と生育環境
日本固有種。北陸地方を除く本州、四国、九州に分布しする。低地や山地の樹林内や林縁などに生育する。山野の日当たりのよい場所に生える。まれに庭に植えられる。

## 形態・生態
落葉広葉樹の低木。樹高は1 - 4メートル (m) になり、密に分枝して茂る。幹の樹皮は灰褐色。若い枝は赤褐色で毛はなく、のちに灰色や灰白色、または灰褐色になり、髄は白色をしている。
葉は対生し、葉柄は長さ3 - 8ミリメートル (mm) になり、紫色を帯び、ふつう無毛でときに長い毛が散毛し、葉柄の上面に広い溝がある。葉身は長さ4 - 8センチメートル (cm) 、幅1.5 - 4 cm、形はふつう卵円形、ときに長楕円状卵形から広卵形で、先端は尖り、基部は広いくさび形から円形、葉縁には粗い鋸歯があり、鋸歯の先は鋭くとがる。葉の表面は青緑色で無毛か中脈上に長い絹毛が散生し、裏面は主脈に沿って長い絹毛が生え、脈腋に星状毛がすこし生える。側脈は5 - 8対あり、平行して葉の縁までまっすぐに伸び、表面はへこみ裏面に突き出る。秋になると葉は赤色から淡紅色に美しく紅葉するが、乾くと黒くなる特性があり、この特性は他のガマズミ類にはみられない。日陰部の紅葉は薄い黄色になることが多い。
花期は4月 - 6月。短い枝先に1対の葉とともに散房花序をつけ、白色の花をまばらに5 - 10個つけ、花はしばしば薄い紅色を帯びる。花序はしばしば垂れさがり、径1 - 6 cm、花序の柄の長さは2 - 3 cmになる。花柄は長さ7 - 10 mmあり、細く、基部に線形の苞があり、苞は早く落ちる。萼は小さく5裂し、裂片は長さ約0.5 - 1 mmの小さな3角形で帯赤色。花冠の先は5中裂し、斜めに開いて直径60 - 90 mmになる。雄蕊は5個あり、花冠裂片より短く、花糸の長さ1 - 1.8 mm、葯は広楕円形で長さ0.5 - 0.8 mmになる。子房は長さ約1.2 mmで無毛、柱頭はほぼ無柄で3裂する。
果期は9 - 10月。果実は長さ5 - 8 mm、厚さ4.5 - 6 mmになる球形から楕円体の核果で、赤く熟して垂れ下がり、光沢がある。中に種子1個が入る核は、長さ5 - 7 mm、厚さ1.5 - 2.5 mmになる扁平な広卵形で、核の背側に浅い溝が2個、腹側に溝が1個と浅い条が2個ある。
冬芽は枝に対生し、卵形のつやがある暗紅色で毛はなく、芽鱗は4枚つき外側2枚が小さい。枝先には頂芽または仮頂芽をつける。花芽は葉芽よりの丸みがある。葉痕は三角形やV字形で、維管束痕は3個つく。
- 葉裏、葉柄、若い枝。
- オトコヨウゾメの扁平な実オトコヨウゾメ紅葉

## 下位分類
- キミノオトコヨウゾメ Viburnum phlebotrichum Siebold et Zucc. f. xanthocarpum Hayashi[11] - 果実が黄色に熟す品種[4]。